# Abdallah Al-Khatib
Abdallah Al-Khatib est un réalisateur palestinien né en 1989 à Yarmouk, en Syrie.

## Biographie
Abdallah Al-Khatib a grandi dans le camp de réfugiés palestiniens de Yarmouk, situé dans la banlieue de Damas.
Il a travaillé au sein de l’Office de secours et de travaux des Nations Unies pour les réfugiés de Palestine (il a reçu le prix Per Anger en 2016 pour son engagement).
Son premier long métrage, le documentaire Little Palestine, journal d'un siège — filmé durant le siège de Yarmouk par le régime syrien, durant la guerre civile syrienne — est présenté au festival de Cannes 2021 dans la programmation de l'ACID et obtient la même année le prix Ulysse au Festival du cinéma méditerranéen de Montpellier.
Abdallah Al-Khatib s'est installé en Allemagne où il a obtenu le statut de réfugié politique.

## Filmographie
- 2021 : Little Palestine, journal d'un siège